# ピースメーカー (映画)
『ピースメーカー』（The Peacemaker）は、1997年公開のアメリカ合衆国のアクション・スリラー映画。ソ連崩壊で無秩序状態に陥り密輸も横行していた核兵器管理の状況を伝えた原作（ヴァニティ・フェア誌未掲載記事の書籍化）が、『クリムゾン・タイド』のマイケル・シファーによって脚本化された。
ジョージ・クルーニー主演。ロシアにおいて解体されるはずの核兵器がテロリストにより奪われ、それを取り返す米軍人と原子力科学者の活躍を描いた作品。スティーヴン・スピルバーグ監督らが設立した映画会社ドリームワークスの第1回作品。

## ストーリー
冒頭、ユーゴスラビア紛争の最中のボスニアにて、和平派の財務大臣が礼拝中に暗殺される。ほぼ同刻、ロシアでは、汚職軍人のアレクサンドル・コドロフ将軍が強盗団を手引し、第一次戦略兵器削減条約（START）に基づき廃棄・解体するために列車で輸送中の核弾頭10発を盗み出す。そして発覚を遅らせるために列車事故による事故に見せかけて1発を起爆させ、数千人が死ぬ。
ロシア国内での核爆発を察知したアメリカ政府はただちに分析の専門部署を立ち上げ、その長として専門家である若き美人博士ジュリア・ケリーが召集される。ケリーはすぐに爆発が事故ではなく、意図的に引き起こされたものであると見抜き、チェチェン共和国のゲリラが引き起こしたと推測する。一方、ロシアや東欧の要人との強いコネを持つ陸軍軍人トーマス・デヴォー中佐は、彼女のブリーフィングに割って入ると、何者かにより核弾頭は売却目的で盗まれたと指摘する。デヴォーはアメリカ政府が得た情報を基に、旧知のロシア軍人である、ロシア連邦保安庁（SFB）のディミトリ・ヴァーティコフ大佐に電話を掛けて確認を行い、コドロフ将軍が手引して核弾頭9発を盗んだと確信する。この活躍により、デヴォーはケリーにチームの連絡将校に任命される。
ケリーとデヴォーはウィーンに飛び、互いに一般人に扮してヴァーティコフと街中で情報交換を行う。ヴァーティコフの手配で、今回の強奪計画に絡んでいると思われる市内のトラック会社に乗り込んだ2人は、社長を脅して情報を抜き取り、建物を後にする。しかし、その護衛役に正体がばれ、逃走中にヴァーティコフが射殺されてしまう。友人を殺され、怒るデヴォーは目的を忘れて報復に奔り、せっかく得た書類を失ってしまう。しかし、ケリーが機転を効かせて入手していた別の資料から、謎の「E44」の符牒とともに、コドロフがアゼルバイジャンを経由してイランに核弾頭をトラックで輸送し、売ろうとしていることを掴む。
スパイ衛星とデヴォーの機転でコドロフの居場所を把握したケリーのチームは、この情報をロシア当局に流す。しかし、コドロフは強引に検問を突破する。アメリカはイラン領内に運び込まれたら終わりとし、デヴォー率いる軍の特殊チームは、トルコの米軍基地から領空侵犯してまでロシア領内に突入する。3機のヘリのうち、1機が撃墜される被害を受けながらも、デヴォーらはコドロフのトラックを急襲し、コドロフやその仲間らは殺し、積まれていた核弾頭を確保する。ところが核弾頭は8つしかなく、敵の生き残りより、残る1つは計画を持ち込んだ奴が持っていったと答える。情報が再度精査され、西洋諸国に恨みを持つボスニア人の過激派に渡ったことが判明する。
ボスニアの外交官デューサン・ガブリックは、国連のニューヨーク本部で開かれる平和式典に出席予定であった財務大臣が殺されたことで、代理出席者に決定する。実はユーゴ紛争で妻子を失ったガブリックが計画の真の立案者であり、彼は外交特権を利用して核弾頭をニューヨークへと持ち込む。「E44」の記号からボスニア人がニューヨークで核テロを狙っていると把握したケリーであったが、外交官のガブリックを見逃してしまう。
間もなく、犯人が外交官だと気づき、彼のホテルの部屋に突入するが、すれ違いで、彼は核弾頭を持ってマンハッタンを移動し始めていた。放射能探知機を使い、ガブリックの行方を突き止め、最終的に教会内に逃げ込んだ彼をケリーとデヴォーが追い詰める。ガブリックはケリーの説得を無視して自殺し、もはや起爆まで4分ほどの核爆弾が残される。ケリーが解体することになり、タイムリミットが迫る中で彼女は、咄嗟の機転で爆弾の外郭部の一部のみ外すことでプルトニウム・コアの爆発を促す、一次爆発を外に逃し、核爆発は防ぐ手を思いつく。10秒を切ったところで外郭を外せたケリーはデヴォーに連れられ建物の外へ飛び出す。狙い通り、核爆弾は一次爆発のみで核爆発は起きず、事件は収束する。
数日後、ケリーが日課の水泳をしているところにデヴォーが立ち寄り、食事に誘うと、彼女はこれを快く受ける。

## キャスト
- トム・デヴォー: ジョージ・クルーニー - 米陸軍中佐。破天荒だが人々を守る正義感も本物。
- ジュリア・ケリー: ニコール・キッドマン - 原子力科学者。爆破事件の指揮官に任命される。
- デューサン・ガブリック: マーセル・ユーレス
- アレクサンドル・コドロフ: アレクサンダー・バルエフ - ロシア軍将軍
- ブラド・ミリック: レネ・メドヴェセク
- テリー・ハミルトン: ゲイリー・ワーンツ
- ケン: ランダル・バティンコフ
- ガーネット: ジム・ヘイニー - 米軍将軍
- マーク・アップルトン: ホルト・マッキャラニー
- ビーチ: マイケル・ボートマン - 米軍特殊部隊中尉
- ディミトリ・ヴァーティコフ: アーミン・ミューラー＝スタール - SVR幹部
- ハンス: セバスチャン・ロッシェ - ドイツ人バックパッカー
- ロシア軍の軍曹: ゴラン・ヴィシュニック

## 日本語吹替
| 役名                       | 俳優                           | 日本語吹替                                                            | 日本語吹替                                                                                                |
| 役名                       | 俳優                           | ソフト版                                                              | TBS版 |
| -------------------------- | ------------------------------ | --------------------------------------------------------------------- | --- |
| トム・デヴォー             | ジョージ・クルーニー           | 小山力也                                                              | 小山力也                                                                                                  |
| ジュリア・ケリー           | ニコール・キッドマン           | 佐々木優子                                                            | 田中敦子                                                                                                  |
| デューサン・ガブリック     | マーセル・ユーレス             | 山野史人                                                              | 小林尚臣                                                                                                  |
| アレクサンドル・コドロフ   | アレクサンダー・バルエフ       | 麦人                                                                  | 石塚運昇                                                                                                  |
| ブラド・ミリック           | レネ・メドヴェセク             | 納谷六朗                                                              | 楠大典 |
| ディミトリ・ヴァーティコフ | アーミン・ミューラー＝スタール | 上田敏也                                                              | 佐々木梅治                                                                                                |
| テリー・ハミルトン         | ゲイリー・ワーンツ             | 有本欽隆                                                              | たかお鷹                                                                                                  |
| ケン                       | ランダル・バティンコフ         | 家中宏                                                                | 松本保典                                                                                                  |
| ガーネット将軍             | ジム・ヘイニー                 | 石森達幸                                                              | |
| マーク・アップルトン       | ホルト・マッキャラニー         |                                                                       | 千田光男                                                                                                  |
| ハンス・シューマッハ       | アレクサンダー・ストロベル     | 秋元羊介                                                              | 手塚秀彰                                                                                                  |
| ビーチ中尉                 | マイケル・ボートマン           | 斎藤志郎                                                              | 檀臣幸 |
| アミール・タラキ博士       | ハーシュ・ネイヤー             | 稲葉実                                                                | 千田光男                                                                                                  |
| バズタ軍曹                 | ゴラン・ヴィシュニック         |                                                                       | 田原アルノ                                                                                                |
| その他                     | N/A                            | 辻親八 坂東尚樹 古田信幸 城山堅 田原アルノ 久保田民絵 沢海陽子 田野恵 | 佐藤祐四 沢田敏子 唐沢潤 伊藤和晃 堀部隆一 大滝寛 柳沢栄治 伊井篤史 佐藤ゆうこ 藤原美央子 永井誠 下山吉光 |
|                            |                                |                                                                       | |
| 演出                       | 演出                           | 伊達康将                                                              | 蕨南勝之                                                                                                  |
| 翻訳                       | 翻訳                           | 佐藤恵子                                                              | 木原たけし                                                                                                |
| 調整                       | 調整                           |                                                                       | 荒井孝 |
| 効果                       | 効果                           |                                                                       | リレーション                                                                                              |
| 宣伝                       | 宣伝                           |                                                                       | 坂本あかり                                                                                                |
| 編集協力                   | 編集協力                       |                                                                       | IMAGICA 秋葉武弘                                                                                          |
| 制作                       | 制作                           | 東北新社                                                              | 東北新社                                                                                                  |

- ソフト版：1998年7月24日発売のVHSに初収録
- TBS版：初回放送2001年3月26日『春の特別ロードショー』

## 参考
デューサン・ガブリックがピアノ演奏しているのは、ショパンの夜想曲第20番 嬰ハ短調「レント・コン・グラン・エスプレッシオーネ」である。